# Гашница
Гашница (сербохорв. Гашница / Gašnica) — боснийская деревня, расположенная в общине Градишка Республики Сербской.

## География
Располагается на 22-м километре трассы Градишка — Козарска-Дубица между сёлами Бистрица и Орахова.

## Исторические факты
- В 1875 году здесь состоялась битва между сербскими и турецкими войсками. Сербами командовал Петр Пеция, погибший в бою.
- В этой деревне родилась Лепа Радич (1926—1943), партизанка Второй мировой войны, самый юный кавалер Ордена народного героя Югославии.

## Население
| Гашница            |              |
| Перепись населения | 1991         |
| Сербы              | 417 (94,13%) |
| Хорваты            | 1 (0,23%)    |
| Боснийцы           | 0            |
| Югославы           | 17 (3,84%)   |
| Все остальные      | 8 (1,80%)    |
| Итого              | 443          |